# Kevin Alejandro Vázquez
Kevin Vázquez (Haedo, Morón, Prov. de Buenos Aires, Argentina, 19 de marzo de 2001) es un futbolista argentino que se desempeña como volante central en Vélez Sarsfield de la Primera División de Argentina.

## Trayectoria

### Ferro Carril Oeste
Realizó todas las inferiores en Ferro Carril Oeste, siendo que desde muy temprana edad se le veía mucho potencial. En julio del 2019, con solo 15 años es convocado a realizar la pretemporada con el equipo profesional por primera vez. Al año siguiente, en septiembre, firma su primer contrato como profesional, entrando en vigencia el mismo el 1 de enero del 2021 hasta el 31 de diciembre del 2023, también se suma al plantel profesional tras el parate por Covid y disputa varios de los amistosos. De cara al Campeonato de Primera Nacional 2022 fue convocado al primer equipo, para disputar amistosos previos a la pretemporada junto con otros juveniles que se sumarían a primera o integrarían el plantel de la reserva. Finalmente se integra al plantel de reserva debutando en dicho torneo el 1 de abril de 2022, puesto que ocuparía en todo el campeonato de reserva, en el que se consagra campeón del campeonato, hasta que por la renuncia de la dupla técnica Branda-Kohan debe asumir el equipo Luciano Guiñazú, técnico de reserva, quien en su primer partido lo convoca al banco de suplentes, sin ingresar. En dicho partido Nicolás Gómez recibe su quinta amarilla por lo que es suspendido, facilitando el debut de Kevin al partido siguiente, el 18 de septiembre contra Deportivo Madryn, en un partido que lo tuvo como uno de los jugadores destacados.

## Estadísticas
Actualizado al 8 de agosto de 2024

| Ferro Carril Oeste Argentina                                                | 2.ª           | 2022          | 4  | 0 | 0  | 0 | — | — | 4  | 0 | 0    |
| Ferro Carril Oeste Argentina                                                | 2.ª           | 2023          | 31 | 0 | —  | — | — | — | 31 | 0 | 0    |
| Ferro Carril Oeste Argentina                                                | Total         | Total         | 35 | 0 | 0  | 0 | 0 | 0 | 35 | 0 | 0    |
| Central Córdoba Argentina                                                   | 1.ª           | 2024          | 9  | 1 | 10 | 0 | — | — | 19 | 1 | 0.05 |
| Central Córdoba Argentina                                                   | Total         | Total         | 9  | 1 | 10 | 0 | 0 | 0 | 19 | 1 | 0.05 |
| Total carrera                                                               | Total carrera | Total carrera | 44 | 1 | 10 | 0 | 0 | 0 | 54 | 1 | 0.02 |
| (1) La copa nacional se refiere a la Copa Argentina y Supercopa Argentina . |               |               |    |   |    |   |   |   |    |   |      |

## Palmarés

### Títulos nacionales
| Título         | Equipo                | Sede     | Año  |
| -------------- | --------------------- | -------- | ---- |
| Copa Argentina | Central Córdoba (SdE) | Santa Fe | 2024 |